# Yokohama (Aomori)
Pour les articles homonymes, voir Yokohama.
Yokohama (横浜町, Yokohama-machi) est un bourg situé dans le district de Kamikita (préfecture d'Aomori), au Japon.

## Géographie

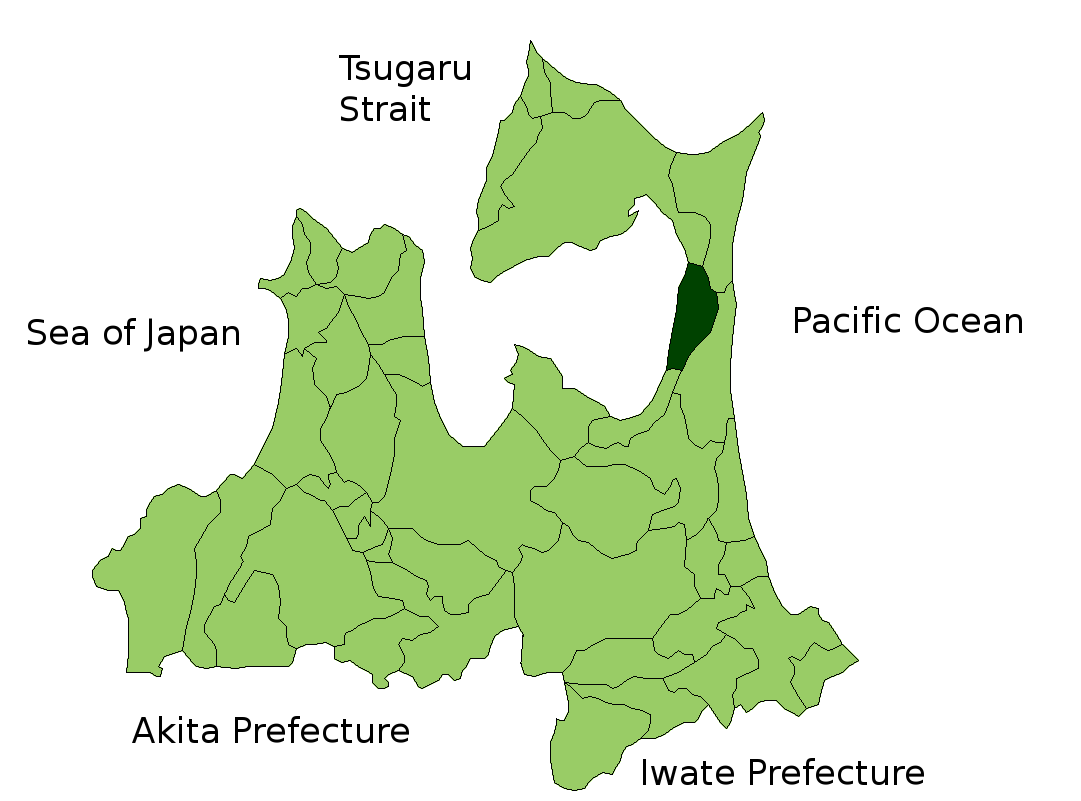
Carte de la préfecture d'Aomori avec le bourg de Yokohama mis en évidence.

Le bourg de Yokohama est situé sur la péninsule de Shimokita et fait face à la baie de Mutsu, sur l'île de Honshū, au Japon. Il a pour municipalités voisines la ville de Mutsu au nord-ouest, le village de Higashidōri au nord-est, le village de Rokkasho à l'est et le bourg de Noheji au sud.

### Démographie
Yokohama comptait 4 920 habitants lors du recensement du 1er avril 2014.

## Transports
Yokohama est desservi par la ligne Ōminato de la compagnie JR East.